# Gradele militare în România
Gradele militare sunt treptele din ierarhia militară, prin care o persoană din cadrul forțelor armate poate promova de la soldat până la gradul de general sau amiral.
În România, gradul militar este un drept al titularului și reprezintă recunoașterea în plan social a calității de cadru militar . Soldații și gradații profesioniști constituie un corp distinct de personal militar, recrutat pe bază de contract încheiat pe perioadă determinată și situat la baza ierarhiei militare, activitatea lor fiind reglementată de alte acte normative .
Înaintarea în grad (avansarea) nu este similară acordării gradelor militare din armatele altor state prin prisma faptului că, în unele cazuri, criteriul de acordare a acestor grade este efectuarea stagiului minim în grad  sau vârsta militarului la încadrare și nu atribuțiile ce pot deriva din responsabilitățile funcției echivalente gradului. Efectuarea stagiului minim în grad presupune trecerea unei perioade minime de timp pentru a fi avansat la gradul următor fără a îndeplini activ alte condiții ci doar în mod pasiv să nu fie încălcate dispoziții privind conduita militarului. Înaintarea în grad nu conduce implicit la promovarea în funcție așa cum nici promovarea în funcție nu implică automat înaintarea în grad.
Paradoxal, uneori se întâlnește situația când un grad superior ocupă o funcție inferioară unui grad inferior  (ex: un comandant de unitate e inferior în grad adjunctului său  ). În acest caz nu se mai respectă înțelesul termenului ierarhie militară.
Ofițerii, respectiv subofițerii, pot ocupa aceleași funcții indiferent de gradul lor. Aceste funcții au din acest motiv denumiri generice, cum ar fi “ofițer specialist”, "subofițer tehnic principal" sau "subofițer operativ principal"  pentru a acoperi o plajă largă de grade militare.
Personalul militar în România nu este numai apanajul Ministerului Apărării Naționale. Personalul din cadrul Inspectoratului General pentru Situații de Urgență (pompierii militari), Jandarmeriei, personalul Serviciului de Protecție și Pază și al Serviciului Român de Informații sunt constituite din militari. În cadrul Ministerului Public, la nivelul Parchetului de pe lângă Înalta Curte de Casație și Justiție funcționează Secția Parchetelor Militare din care fac parte de asemenea militari.
Deși sunt asemănătoare din punct de vedere al organizării ierarhice și modului de reprezentare, însemnele funcționarilor publici cu statut special din sistemul național de ordine publică nu reprezintă grade militare.

## Ierarhia
În România denumirile gradelor în ultimii ani au fost modificate astfel (vezi bibliografia):
- În 1972 prin Legea nr. 14/1972;
- În 1995 prin Legea nr. 80/1995;
- În 2004 prin OUG nr. 4/2004;
- În 2006 prin Legea nr. 384/2006 privind statutul soldaților și gradaților profesioniști;

## Forțele Terestre

### Ofițeri
| Cod NATO            | OF-1          | OF-1       | OF-2    | OF-3  | OF-4               | OF-5    | OF-6               | OF-7            | OF-8               | OF-9            | OF-10           |
| ------------------- | ------------- | ---------- | ------- | ----- | ------------------ | ------- | ------------------ | --------------- | ------------------ | --------------- | --------------- |
| Însemne             |               |            |         |       |                    |         |                    |                 |                    |                 |                 |
| Însemne parașutiști |               |            |         |       |                    |         | Fără echivalent    | Fără echivalent | Fără echivalent    | Fără echivalent | Fără echivalent |
| Titlu               | Sublocotenent | Locotenent | Căpitan | Maior | Locotenent colonel | Colonel | General de brigadă | General maior   | General locotenent | General         | Mareșal         |
| Abreviere           | Slt.          | Lt.        | Cpt.    | Mr.   | Lt. col.           | Col.    | Gl. bg.            | Gl. mr.         | Gl. lt.            | Gl.             | -               |

### Soldați gradați profesioniști / Subofițeri / Maiștri militari
| Cod NATO  | OR-1 / OR-2 | OR-3    | OR-4                  | OR-4                 | OR-4                | OR-5                        | OR-6                         | OR-7                          | OR-8                         | OR-9                        | OR-9                         |
| Corp      | Soldați     | Soldați | Soldați               | Soldați              | Soldați             | Subofițeri                  | Subofițeri                   | Subofițeri                    | Subofițeri                   | Subofițeri                  | Subofițeri                   |
| --------- | ----------- | ------- | --------------------- | -------------------- | ------------------- | --------------------------- | ---------------------------- | ----------------------------- | ---------------------------- | --------------------------- | ---------------------------- |
| Însemne   |             |         |                       |                      |                     |                             |                              |                               |                              |                             |                              |
| Titlu     | Soldat      | Fruntaș | Caporal clasa a III-a | Caporal clasa a II-a | Caporal Clasa a I-a | Sergent                     | Sergent Major                | Plutonier                     | Plutonier major              | Plutonier adjutant          | Plutonier adjutant principal |
| Abreviere | Sold.       | Frt.    | Cap. III              | Cap. II              | Cap. I              | Sg.                         | Sg. maj.                     | Plt.                          | Plt. maj.                    | Plt. adj.                   | Plt. adj. pr.                |
|           |             |         |                       |                      |                     | Maiștri militari            |                              |                               |                              |                             |                              |
| Însemne   |             |         |                       |                      |                     |                             |                              |                               |                              |                             |                              |
| Titlu     |             |         |                       |                      |                     | Maistru militar clasa a V-a | Maistru militar clasa a IV-a | Maistru militar clasa a III-a | Maistru militar clasa a II-a | Maistru militar clasa a I-a | Maistru militar principal    |
| Abreviere |             |         |                       |                      |                     | M. m. V                     | M. m. IV                     | M. m. III                     | M. m. II                     | M. m. I                     | M. m. p.                     |

## Forțele Aeriene

### Ofițeri
| Cod NATO  | OF-1          | OF-1       | OF-2    | OF-3                | OF-4             | OF-5     | OF-6                       | OF-7          | OF-8               | OF-9    | OF-10   |
| --------- | ------------- | ---------- | ------- | ------------------- | ---------------- | -------- | -------------------------- | ------------- | ------------------ | ------- | ------- |
| Însemne   |               |            |         |                     |                  |          |                            |               |                    |         |         |
| Titlu     | Sublocotenent | Locotenent | Căpitan | Locotenent comandor | Căpitan comandor | Comandor | General de flotilă aeriană | General maior | General locotenent | General | Mareșal |
| Abreviere | Slt.          | Lt.        | Cpt.    | Lt. cdor.           | Cpt. cdor.       | Cdor.    | Gl. fl. aer.               | Gl. mr.       | Gl. lt.            | Gl.     | -       |

### Soldați gradați profesioniști / Subofițeri / Maiștri militari
| Cod NATO  | OR-1 / OR-2 | OR-3    | OR-4                  | OR-4                 | OR-4                | OR-5                        | OR-6                         | OR-7                          | OR-8                         | OR-9                        | OR-9                         |
| Corp      | Soldați     | Soldați | Soldați               | Soldați              | Soldați             | Subofițeri                  | Subofițeri                   | Subofițeri                    | Subofițeri                   | Subofițeri                  | Subofițeri                   |
| --------- | ----------- | ------- | --------------------- | -------------------- | ------------------- | --------------------------- | ---------------------------- | ----------------------------- | ---------------------------- | --------------------------- | ---------------------------- |
| Însemne   |             |         |                       |                      |                     |                             |                              |                               |                              |                             |                              |
| Titlu     | Soldat      | Fruntaș | Caporal clasa a III-a | Caporal clasa a II-a | Caporal Clasa a I-a | Sergent                     | Sergent major                | Plutonier                     | Plutonier major              | Plutonier adjutant          | Plutonier adjutant principal |
| Abreviere | Sold.       | Frt.    | Cap. III              | Cap. II              | Cap. I              | Sg.                         | Sg. maj.                     | Plt.                          | Plt. maj.                    | Plt. adj.                   | Plt. adj. pr.                |
|           |             |         |                       |                      |                     | Maiștri militari            |                              |                               |                              |                             |                              |
| Însemne   |             |         |                       |                      |                     |                             |                              |                               |                              |                             |                              |
| Titlu     |             |         |                       |                      |                     | Maistru militar clasa a V-a | Maistru militar clasa a IV-a | Maistru militar clasa a III-a | Maistru militar clasa a II-a | Maistru militar clasa a I-a | Maistru militar principal    |
| Abreviere |             |         |                       |                      |                     | M. m. V                     | M. m. IV                     | M. m. III                     | M. m. II                     | M. m. I                     | M. m. p.                     |

## Forțele Navale

### Ofițeri
| Cod NATO  | OF-1     | OF-1       | OF-2    | OF-3                | OF-4             | OF-5     | OF-6                    | OF-7         | OF-8       | OF-9   | OF-10   |
| --------- | -------- | ---------- | ------- | ------------------- | ---------------- | -------- | ----------------------- | ------------ | ---------- | ------ | ------- |
| Însemne   |          |            |         |                     |                  |          |                         |              |            |        |         |
| Titlu     | Aspirant | Locotenent | Căpitan | Locotenent comandor | Căpitan comandor | Comandor | Contraamiral de flotilă | Contraamiral | Viceamiral | Amiral | Mareșal |
| Abreviere | Asp.     | Lt.        | Cpt.    | Lt. cdor.           | Cpt. cdor.       | Cdor.    | Cam. fl.                | Cam.         | Vam.       | Am.    | -       |

### Soldați gradați profesioniști / Subofițeri / Maiștri militari
| Cod NATO  | OR-1 / OR-2 | OR-3    | OR-4                  | OR-4                 | OR-4                | OR-5                        | OR-6                         | OR-7                          | OR-8                         | OR-9                        | OR-9                         |
| Corp      | Soldați     | Soldați | Soldați               | Soldați              | Soldați             | Subofițeri                  | Subofițeri                   | Subofițeri                    | Subofițeri                   | Subofițeri                  | Subofițeri                   |
| --------- | ----------- | ------- | --------------------- | -------------------- | ------------------- | --------------------------- | ---------------------------- | ----------------------------- | ---------------------------- | --------------------------- | ---------------------------- |
| Însemne   | -           | -       | -                     | -                    | -                   | -                           | -                            | -                             | -                            | -                           | -                            |
| Titlu     | Soldat      | Fruntaș | Caporal clasa a III-a | Caporal clasa a II-a | Caporal Clasa a I-a | Sergent                     | Sergent major                | Plutonier                     | Plutonier major              | Plutonier adjutant          | Plutonier adjutant principal |
| Abreviere | Sold.       | Frt.    | Cap. III              | Cap. II              | Cap. I              | Sg.                         | Sg. maj.                     | Plt.                          | Plt. maj.                    | Plt. adj.                   | Plt. adj. pr.                |
|           |             |         |                       |                      |                     | Maiștri militari            |                              |                               |                              |                             |                              |
| Însemne   |             |         |                       |                      |                     |                             |                              |                               |                              |                             |                              |
| Titlu     |             |         |                       |                      |                     | Maistru militar clasa a V-a | Maistru militar clasa a IV-a | Maistru militar clasa a III-a | Maistru militar clasa a II-a | Maistru militar clasa a I-a | Maistru militar principal    |
| Abreviere |             |         |                       |                      |                     | M. m. V                     | M. m. IV                     | M. m. III                     | M. m. II                     | M. m. I                     | M. m. p.                     |

## Gradele militare în armata română (în paranteză denumirile anterioare:†1995,‡1972)
| Corp                | Forțele terestre                                                   | Forțele aeriene                                          | Forțele navale                                          | Însemne                                |
| ------------------- | ------------------------------------------------------------------ | -------------------------------------------------------- | ------------------------------------------------------- | -------------------------------------- |
| Generali și amirali | General (General de armată†) (General de armată‡)                  | General (General inspector†)                             | Amiral (Amiral†) (-‡)                                   | Patru stele                            |
| Generali și amirali | General-locotenent (General de corp de armată†) (General-colonel‡) | General-locotenent (General-comandor†)                   | Viceamiral (Viceamiral-comandor†) (Amiral‡)             | Trei stele                             |
| Generali și amirali | General-maior (General de divizie†) (General-locotenent‡)          | General-maior (General de divizie aeriană†)              | Contraamiral (Viceamiral†) (Viceamiral‡)                | Două stele                             |
| Generali și amirali | General de brigadă (General de brigadă†) (General-maior‡)          | General de flotilă aeriană (General de flotilă aeriană†) | Contraamiral de flotilă (Contraamiral†) (Contraamiral‡) | O stea                                 |
| Ofițeri             | Colonel                                                            | Comandor                                                 | Comandor (Căpitan de rangul I‡)                         | Trei trese și un galon                 |
| Ofițeri             | Locotenent-colonel                                                 | Căpitan-comandor                                         | Căpitan-comandor (Căpitan de rangul II‡)                | Două trese și un galon                 |
| Ofițeri             | Maior                                                              | Locotenent-comandor                                      | Locotenent-comandor (Căpitan de rangul III‡)            | O tresă și un galon                    |
| Ofițeri             | Căpitan                                                            | Căpitan                                                  | Căpitan (Căpitan locotenent‡)                           | Trei trese                             |
| Ofițeri             | (Locotenent major)‡                                                | (Locotenent major)‡                                      | (Locotenent major)‡                                     |                                        |
| Ofițeri             | Locotenent                                                         | Locotenent                                               | Locotenent                                              | Două trese                             |
| Ofițeri             | Sublocotenent                                                      | Sublocotenent                                            | Aspirant                                                | O tresă                                |
| Maiștri militari    | Maistru militar principal                                          | Maistru militar principal                                | Maistru militar principal                               | Un galon plus cinci galoane drepte     |
| Maiștri militari    | Maistru militar cl. I                                              | Maistru militar cl. I                                    | Maistru militar cl. I                                   | Un galon plus patru galoane drepte     |
| Maiștri militari    | Maistru militar cl. II                                             | Maistru militar cl. II                                   | Maistru militar cl. II                                  | Un galon plus trei galoane drepte      |
| Maiștri militari    | Maistru militar cl. III                                            | Maistru militar cl. III                                  | Maistru militar cl. III                                 | Un galon plus două galoane drepte      |
| Maiștri militari    | Maistru militar cl. IV                                             | Maistru militar cl. IV                                   | Maistru militar cl. IV                                  | Un galon plus un galon drept           |
| Maiștri militari    | Maistru militar cl. V                                              | Maistru militar cl. V                                    | Maistru militar cl. V                                   | Un galon                               |
| Subofițeri          | Plutonier-adjutant principal                                       | Plutonier-adjutant principal                             | Plutonier-adjutant principal                            | Trei galoane de 16 mm și unul de 10 mm |
| Subofițeri          | Plutonier-adjutant                                                 | Plutonier-adjutant                                       | Plutonier-adjutant                                      | Trei galoane de 16 mm                  |
| Subofițeri          | Plutonier-major                                                    | Plutonier-major                                          | Plutonier-major                                         | Două galoane de 16 mm și unul de 10 mm |
| Subofițeri          | Plutonier                                                          | Plutonier                                                | Plutonier                                               | Două galoane de 16 mm                  |
| Subofițeri          | Sergent-major                                                      | Sergent-major                                            | Sergent-major                                           | Un galon de 16 mm și unul de 10        |
| Subofițeri          | Sergent                                                            | Sergent                                                  | Sergent                                                 | Un galon de 20 mm                      |
| Gradați             | Caporal armata clasa I                                             | Caporal armata clasa I                                   | Caporal armata clasa I                                  | Trei V-uri, o coroană                  |
| Gradați             | Caporal armata clasa a II-a                                        | Caporal armata clasa a II-a                              | Caporal armata clasa a II-a                             | Trei V-uri                             |
| Gradați             | Caporal armata clasa a III-a                                       | Caporal armata clasa a III-a                             | Caporal armata clasa a III-a                            | Două V-uri                             |
| Gradați             | Fruntaș                                                            | Fruntaș                                                  | Fruntaș                                                 | Un V                                   |
| Soldați             | Soldat                                                             | Soldat                                                   | Soldat                                                  | Fără însemn                            |

Referințe grade
1. ↑  V-urile sunt arcuite, dispuse transversal la o distanță de 2 mm între ele, cu vârfurile îndreptate spre umăr, formând la interior un unghi de 90 grade.
2. ↑  Capetele ultimului V sunt unite de un segment de coroană circulară

Observații
- La parașutiști gradele sunt la fel ca în forțele terestre.
- Maiștrii militari sunt asimilați subofițerilor.